# Armando Maita
Armando Rafael Maita Urbáez (Ciudad Guayana, 26 agosto 1981) è un ex calciatore venezuelano, di ruolo attaccante.

## Carriera

### Club
Ha giocato nella prima divisione venezuelana.

### Nazionale
Tra il 2006 ed il 2008 ha giocato complessivamente 4 partite con la nazionale venezuelana.

## Palmarès

### Club

#### Competizioni nazionali
- Copa Venezuela: 3

Aragua: 2007
Mineros: 2011
Dep. Anzoátegui: 2012